# Ivan Lovrić (calciatore)
Ivan Lovrić (Spalato, 11 luglio 1985) è un ex calciatore croato, difensore.

## Carriera
Inizia a giocare a calcio in piccole società croate militando nelle serie inferiori, fino al 2007 quando viene ingaggiato dal Kecskemét squadra dell'omonima cittadina ungherese militante in NBII la seconda divisione nazionale. Al termine della stagione le buone prestazioni offerte insieme al quelle del resto della squadra lo portano a vincere il campionato, venendo promosso così nella massima serie dove ha modo di debuttare l'anno seguente. A gennaio 2009 viene mandato in prestito al Baja club di militante nella seconda serie, dove segna una rete in 14 incontri disputati. La stagione successiva viene ingaggiato dal Singapore Armed Forces FC dove ha modo di esordire anche nell'Asian Champions League, con la squadra di Hong Kong resta tre stagioni, prima di ritornare in Ungheria nel febbraio 2011 accasandosi all'Honvéd di Budapest. Durante le tre stagioni e mezza disputate con la maglia rossonera si conferma uno dei punti fissi della difesa, rivelandosi uno dei giocatori chiave per la conquista dello scudetto 2017-18, confermandosi anche con buone doti sotto porta segnando 10 reti in 92 presenze. Al termine della stagione 2013-14, scaduto il contratto ritorna a distanza di cinque anni dall'ultima volta al Kecskemét giocando la maggior parte delle partite e dando il contributo necessario a disputare una tranquilla stagione arrivando al nono posto, ma a causa della mancata licenza consegnata alla federazione fa di fatto fallire il club, ritrovando costretta il club a vendere tutti i suoi giocatori. Nel frattempo viene acquistato nuovamente dall'Honvéd ritornando a Kispest ad una sola stagione di distanza. Il 3 luglio 2020 segnò il secondo determinante gol che consentì all'Honvéd di battere in finale il Mezőkövesd-Zsóry con il risultato di 2-1, vincendo la coppa d'Ungheria 2019-2020 e riportando la coppa nazionale a Kispest dopo undici anni. Il 26 maggio 2024 in occasione dell'ultima partita di campionato, annuncia l'addio al calcio giocato, venendo premiato con una cerimonia pubblica.

## Statistiche

### Presenze e reti nei club
Statistiche aggiornate al 2 novembre 2022.
| Stagione         | Squadra          | Campionato       | Campionato | Campionato | Coppe nazionali | Coppe nazionali | Coppe nazionali | Coppe continentali | Coppe continentali | Coppe continentali | Altre coppe | Altre coppe | Altre coppe | Totale | Totale |
| Stagione         | Squadra          | Comp             | Pres       | Reti       | Comp            | Pres            | Reti            | Comp               | Pres               | Reti               | Comp        | Pres        | Reti        | Pres   | Reti   |
| ---------------- | ---------------- | ---------------- | ---------- | ---------- | --------------- | --------------- | --------------- | ------------------ | ------------------ | ------------------ | ----------- | ----------- | ----------- | ------ | ------ |
| 2007-2008        | Kecskemét        | NBII             | 21         | 4          | MK              | 0               | 0               | -                  | -                  | -                  | -           | -           | -           | 21     | 4      |
| 2008-gen. 2009   | Kecskemét        | NBI              | 5          | 0          | MK+MLK          | 1+0             | 0+0             | -                  | -                  | -                  | -           | -           | -           | 6      | 0      |
| gen.-giu. 2009   | Baja             | NBII             | 14         | 1          | MK+MLK          | -               | -               | -                  | -                  | -                  | -           | -           | -           | 14     | 1      |
| 2010             | Singapore A.F.   | SPL              | 21         | 2          | CS+CdL          | 1+1             | 0+1             | ACL                | 7                  | 1                  | -           | -           | -           | 40     | 4      |
| feb.-giu. 2011   | Honvéd           | NBI              | 13         | 4          | MK+MLK          | 2+-             | 0+-             | -                  | -                  | -                  | -           | -           | -           | 15     | 4      |
| 2011-2012        | Honvéd           | NBI              | 29         | 2          | MK+MLK          | 1+4             | 0+0             | -                  | -                  | -                  | -           | -           | -           | 34     | 1      |
| 2012-2013        | Honvéd           | NBI              | 26         | 1          | MK+MLK          | 3+5             | 0+0             | UEL                | 4                  | 0                  | -           | -           | -           | 38     | 1      |
| 2013-2014        | Honvéd           | NBI              | 24         | 3          | MK+MLK          | 2+5             | 0+0             | UEL                | 4                  | 0                  | -           | -           | -           | 35     | 3      |
| 2014-2015        | Kecskemét        | NBI              | 27         | 0          | MK+MLK          | 1+2             | 0+0             | -                  | -                  | -                  | -           | -           | -           | 30     | 0      |
| Totale Kecskemét | Totale Kecskemét | Totale Kecskemét | 53         | 4          |                 | 4               | 0               |                    | -                  | -                  |             | -           | -           | 57     | 4      |
| 2015-2016        | Honvéd           | NBI              | 21         | 0          | MK              | 5               | 1               | -                  | -                  | -                  | -           | -           | -           | 26     | 1      |
| 2016-2017        | Honvéd           | NBI              | 26         | 0          | MK              | 5               | 0               |                    | -                  | -                  | -           | -           | -           | 31     | 0      |
| 2017-2018        | Honvéd           | NBI              | 20         | 0          | MK              | 5               | 0               | UCL                | 2                  | 0                  | -           | -           | -           | 27     | 0      |
| 2018-2019        | Honvéd           | NBI              | 11         | 2          | MK              | 9               | 2               | UEL                | 0                  | 0                  | -           | -           | -           | 20     | 4      |
| 2019-2020        | Honvéd           | NBI              | 29         | 0          | MK              | 6               | 1               | UEL                | 4                  | 0                  | -           | -           | -           | 33     | 1      |
| 2020-2021        | Honvéd           | NBI              | 26         | 1          | MK              | 3               | 0               | UEL                | 1                  | 0                  | -           | -           | -           | 14     | 1      |
| 2021-2022        | Honvéd           | NBI              | 25         | 0          | MK              | 4               | 0               | -                  | -                  | -                  | -           | -           | -           | 29     | 0      |
| 2022-2023        | Honvéd           | NBI              | 18         | 0          | MK              | 2               | 0               | -                  | -                  | -                  | -           | -           | -           | 20     | 0      |
| 2023-2024        | Honvéd           | NBII             | 9          | 0          | MK              | 1               | 0               |                    | -                  | -                  |             | -           | -           | 10     | 0      |
| Totale Honvéd    | Totale Honvéd    | Totale Honvéd    | 277        | 13         |                 | 62              | 4               |                    | 15                 | 0                  |             | -           | -           | 354    | 17     |
| Totale carriera  | Totale carriera  | Totale carriera  | 365        | 20         |                 | 68              | 5               |                    | 22                 | 1                  |             | -           | -           | 455    | 26     |

## Palmares

### Club

#### Competizioni nazionali
- Campionato ungherese di NBII: 1

Kecskemét: 2007-2008
- Campionato ungherese: 1

Honvéd: 2016-2017
- Coppa d'Ungheria: 1

Honvéd: 2019-2020